# Cybister sugillatus
Cybister sugillatus es una especie de escarabajo del género Cybister, familia Dytiscidae. Fue descrita científicamente por Erichson en 1834.

## Distribución geográfica
Habita en India, Sri Lanka, Afganistán, Bután, Birmania, Nepal, Pakistán, China, Indonesia, Japón y Filipinas.